# Sardión Tevzadze
Sardión Onisimovich Tevzadze (en georgiano: სარდიონ თევზაძე; Tsegubani, 1882-Tiflis, 30 de agosto de 1924) fue un obrero y político georgiano del Partido Socialdemócrata de Georgia y miembro de la Asamblea Constituyente de Georgia de 1919 a 1921.

## Biografía
Tevzadze se dedica a la agricultura desde 1898. Desde 1904 es miembro del Partido Obrero Socialdemócrata de Rusia y entre 1907-1908, fue miembro de uno de los comités del partido del distrito de Tiflis. En 1908, fue arrestado mientras trabajaba en un tranvía en Tiflis y después de cuatro meses de prisión, fue expulsado de las fronteras de la gobernación de Tiflis. En 1911, Sardión Tevzadze fue arrestado nuevamente y deportado de las fronteras del Cáucaso.   
Después de la revolución de febrero de 1917, Tevzadze regresó a Tiflis y fue miembro del Consejo de Diputados Obreros y Soldados de Tiflis. En noviembre de 1917, se le eligió miembro del Consejo Nacional de Georgia y durante 1918, llegó a ser miembro de la Asamblea Constituyente de Georgia por el Partido Socialdemócrata de Georgia. Allí trabajó en las comisiones electorales agraria y central y como secretario de la comisión económica. Desde 1919 fue miembro del Comité de Tiflis del Partido Socialdemócrata de Georgia.   
En 1921, tras la invasión soviética de Georgia, participó en el movimiento de resistencia. Sin embargo, luego volvió a su pueblo natal para trabajar allí. El 10 de junio de 1924, la Checa emitió una orden de arresto contra Tevzadze acusándolo de actividades contrarrevolucionarias. E, Tras el inicio de la rebelión de agosto el 28 de agosto de 1924, fue fusilado junto con otros presos políticos y ciudadanos en Tiflis, probablemente la noche del 30 de agosto.